# 1870-talet

Tyskland enat 1871.

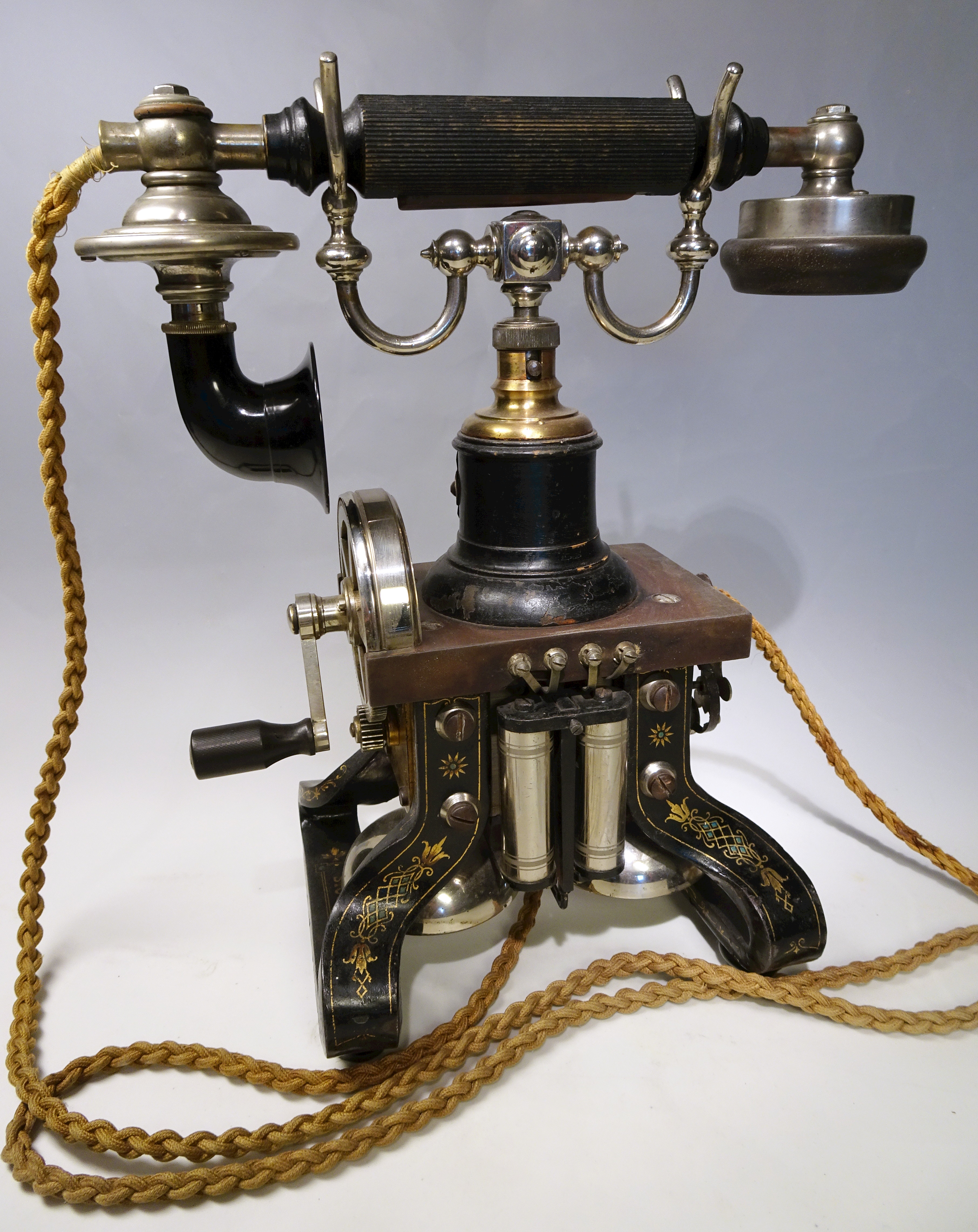
Telefonen. är en uppfinning från 1870-talet (även om det här är en modell från 1890-talet).

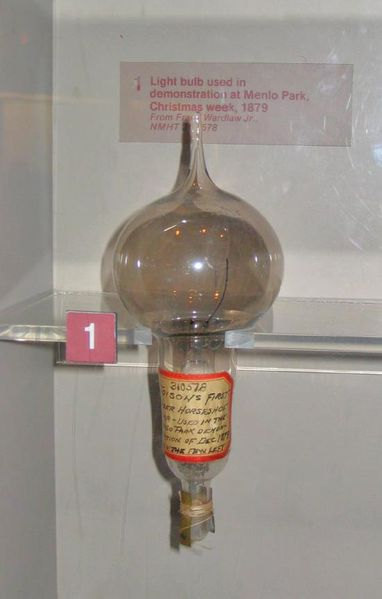
Glödlampan. är en annan uppfinning från 1870-talet

1870-talet inleddes med fransk-tyska kriget, som avslutades genom Frankfurtfreden den 10 maj 1871, där Frankrike avträdde Alsace/Elsass. Den 18 januari 1871 utropades Tyska riket med Preussens kung Vilhelm I som kejsare. Därefter vidtog en period av fred och ekonomisk uppbyggnad i Europa liksom i USA, där inbördeskriget slutade 1865. För USA kallas perioden rekonstruktionstiden.
Årtiondet kännetecknas av stora tekniska uppfinningar och framsteg. Världsutställningen 1873 i Wien var den största som världen hade skådat, men den överträffades snart av Centennial Exposition 1876 i Philadelphia. Telefonen (1876), fonografen (1877) och glödlampan (1880) brukar räknas till detta årtionde, även om deras kommersiella genombrott snarare hör till 1880-talet. I Sverige blev södra stambanan färdig 1874. Utbildningen av ingenjörer vid Teknologiska Institutet (KTH) i Stockholm moderniserades och namnet byttes 1877 till Tekniska högskolan. Teknisk Tidskrift började utges 1871.
Även om teknik och ekonomi gick framåt, var många fortfarande fattiga. Emigrationen från Sverige till Nordamerika ökade stadigt för att kulminera under 1880-talet. Freden och de förbättrade kommunikationerna med järnvägar och ångfartyg underlättade folkvandringen.

## Händelser
- 1870-1871 - Fransk-tyska kriget.
- 1871 - Kejsardömet Tyskland grundas.
- 1873
  - Skandinaviska myntunionen: Sverige, Norge och Danmark inför kronan som gemensam valuta, baserad på guldmyntfot.
  - Nordiska museet grundas.
- 1874 - Södra stambanan (järnvägen Stockholm-Malmö) blir färdig.
- 1875 - Meterkonventionen undertecknas av 17 stater. Metersystemet införs 1878 även i Sverige.
- 1876 - Alexander Graham Bell patenterar telefonen. I Stockholm grundar Lars Magnus Ericsson en reparationsverkstad för telegrafutrustning.
- 1877-1878 - Rysk-turkiska kriget. Det avslutas 3 mars 1878 med freden i San Stefano.
- 1878
  - Stormakterna (utom Ryssland) diskuterar Östeuropapolitik vid Berlinkongressen.
  - Svenska Missionskyrkan, den första egentliga frikyrkan i Sverige, grundas när Paul Petter Waldenström bryter sig ut ur Evangeliska fosterlandsstiftelsen.

## Trender
- Ute på Danmarks landsbygd är arbetsdagen för en piga i genomsnitt cirka 17-18 timmar lång.[1]

## Födda
- 11 februari 1874 - Elsa Beskow, svensk barnboksförfattare.
- 21 februari 1875 - Jeanne Calment, fransk kvinna som är världens verifierat äldsta människa i världshistorien.

## Avlidna
- 1870 - Charles Dickens, brittisk författare.
- 1872 - Karl XV. Ny kung i Sverige och Norge blir Oscar II.
- 1877 - Johan Ludvig Runeberg, Finlands nationalskald.

### Fotnoter
1. ↑  ”Plads till os alle”. Arkiverad från originalet den 13 januari 2012. https://web.archive.org/web/20120113100545/http://www.pladstilosalle.dk/detlange/kvinde4/. Läst 26 september 2011.